# 圣让德苏丹
圣让德苏丹（法語：Saint-Jean-de-Soudain，法語發音：[sɛ̃ ʒɑ̃ də sudɛ̃]）是法国伊泽尔省的一个市镇，位于该省北部偏西，属于拉图尔迪潘区。

## 地理
圣让德苏丹（45°34'21"N, 5°25'44"E）面积7.48 平方千米，位于法国奥弗涅-罗讷-阿尔卑斯大区伊泽尔省，该省份为法国东南部内陆省份，北起顺时针与安省、萨瓦省、上阿尔卑斯省、德龙省、阿尔代什省、卢瓦尔省和罗讷省。
与圣让德苏丹接壤的市镇（或旧市镇、城区）包括：圣维克托德塞雪、拉图尔迪潘、塞雪、拉沙佩勒德拉图尔、多洛米约、蒙卡拉、罗什图瓦兰、圣布朗迪娜。

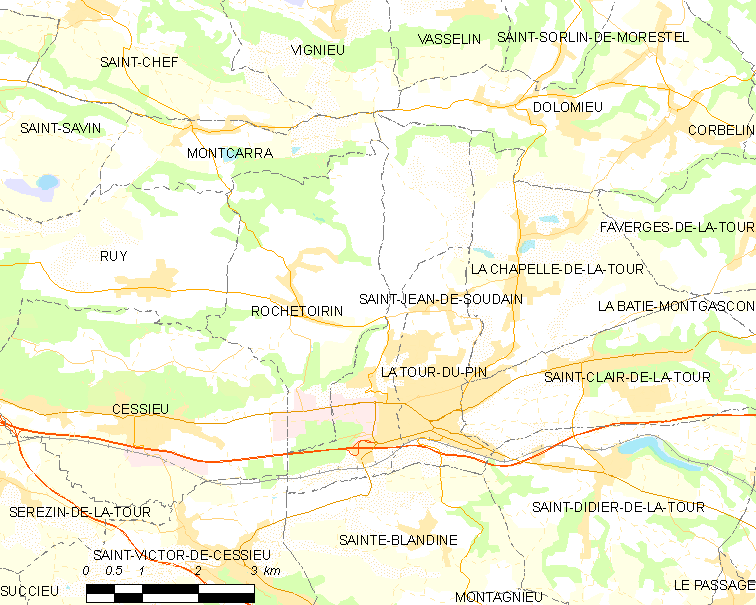
圣让德苏丹的OSM定位图

圣让德苏丹的时区为UTC+01:00、UTC+02:00（夏令时）。

## 行政
圣让德苏丹的邮政编码为38110，INSEE市镇编码为38401。

## 政治
圣让德苏丹所属的省级选区为拉图尔迪潘县。

## 人口

1962-2008年间圣让德苏丹人口变化图示

圣让德苏丹于2022年1月1日时的人口数量为1698人。